# Cassolus nudus
Cassolus nudus là một loài bọ cánh cứng trong họ Bọ hung (Scarabaeidae).